# نقص الحراك
نقص الحراك (بالإنجليزية: Hypokinesia)‏ هو مصطلح طبي يشير إلى النقص في حركة الجسم. وهو صنف واحد من اثنين من اضطرابات الحركة.
يشير نقص الحراك إلى الفقدان الجزئي أو الكلي في حركة العضلات بسبب عرقلة في العقد القاعدية.
المرضى المصابين باضطرابات نقص الحراك مثل مرض باركنسون يعانون من ضمل عضلي وعدم القدرة على إنتاج حركة، كما أنه مرتبط بالصحة العقلية والفترة الطويلة من الخمول بسبب أمراض أخرى.
الصنف الثاني المتعلق باضطرابات الحركة الناتج من ضرر في العقد القاعدية هو فرط الحراك مثل داء هنتنغتون ومتلازمة توريت.

## أنواع نقص الحراك
- تعذر الحركة (بالإنجليزية: Akinesia)‏
- بطء الحركة
- رتة
- خلل الحركة
- خلل التوتر
- التجميد
- المتلازمة الخبيثة للدواء المضاد للذهان
- صمل
- عدم الاستقرار الوضعي